# Procanthia argentea
Procanthia argentea là một loài bướm đêm thuộc phân họ Arctiinae, họ Erebidae.